# Allacta crassivenosa
Allacta crassivenosa är en kackerlacksart som beskrevs av Bolivar 1897. Allacta crassivenosa ingår i släktet Allacta och familjen småkackerlackor. Inga underarter finns listade i Catalogue of Life.